# 變異數分析測試
ANOVA测试（或称 ANOVA可重复性与可複製性测试），是一种利用随机效果模型分析方差（ANOVA）的测试系统分析技术，以便对测量系统进行评估。
对测量系统的评估不限于量規，而是应用于所有类型的測量儀器、测试方法等，以及其他的测试系统。